# Пол Шеринг
Пол Шеринг (енгл. Paul Scheuring; Орора, Илиноис, 20. новембар 1968) је амерички писац, режисер и продуцент филмова.
Шерингова популарна серија чији је творац је Бекство из затвора; написао је шест епизода за ову серију као сценариста.
Његова серија је била номинована за Емија као Најбоља телевизијска драма серија, а награду је освојила.

## Филмографија
| Година | Назив              | Радња                        |
| ------ | ------------------ | ---------------------------- |
| 2008   | Мексикали          | Писац                        |
| 2005-  | Бекство из затвора | Писац, продуцент и стваралац |
| 2005   | Briar & Graves     | Писац и стваралац            |
| 2003   | Extreme Rage       | Писац                        |
| 2000   | 36K                | Режисер и писац              |